# 勉語
勉语，又称瑶语，是苗瑶语系瑶语族唯一的语言。说勉语的人约有150万，自称“勉”、“金门”等等。主要分布在华南（90万）和越南（50万），泰国、老挝、美国（主要是加里福尼亚州）等地也有一定分布。除去海南的說勉語的“金門人”被誤定為苗族以外，说勉语的人绝大多数被识别为瑶族，而勉语也是半数左右瑤族的母语（還有很多講苗語支的布努語等）。

## 划分
毛宗武（2004）把国内的勉语划分為四种方言和多个土语：
- 勉方言ium，多于55万
  - 广滇土语，自称“勉”，40多万
  - 湘南土语，自称“勉”，13万多
  - 罗香土语，自称“勉”或“坳标”，3千多
  - 长坪土语bmt，自称“标曼”，2万多
- 金门方言mji，多于22万
  - 滇桂土语，自称“金门”或“甘迪门”，16万6千多
  - 防海土语，自称“金门”，6万多，分布在广西和海南，其中海南说金门方言的人被识别为苗族
- 标敏方言bje，多于4万，分布在广西
  - 东山土语，自称“标敏”，3万5千多
  - 石口土语，自称“交公勉”或“莫若”，8千多
  - 牛尾寨土语，自称“莫西”，2千多
- 藻敏方言bpn，自称“藻敏”，6万多，分布在广东连南县、阳山县和湖南宜章县

以上合计接近90万。根据民族语记载，国外使用勉方言的人达43万，使用金门方言的人达17万。
还有一种三分法，把勉方言和金门方言合称勉金方言（还把标敏方言称为标交方言），毛宗武等（1982）使用的就是这种分法。但是盘承乾（1988）、毛宗武（2004）、Ratliff（2010）都认为应该把勉方言和金门方言分开。

## 文字
1984年统一的瑶文是勉方言的拼音文字。